# SN 2008ax
SN 2008ax – supernowa typu IIb odkryta 22 marca 2008 roku w galaktyce NGC 4490. Jej maksymalna jasność wynosiła 14,16m.